# Vasco Pratolini
Vasco Pratolini (Firenze, 19 ottobre 1913 – Roma, 12 gennaio 1991) è stato uno scrittore italiano.

## Biografia
(Vasco Pratolini, Cronaca familiare, 1947)
Vasco Pratolini nacque nel 1913 a Firenze, nel quartiere popolare di via de' Magazzini, da una famiglia operaia. I genitori sono Ugo Pratolini (1885-1967), commesso nel negozio di colori e articoli da disegno Zolfanelli & Neri di via de’ Calzaioli, e Nella Casati (1892 circa-1918), sarta in un atelier in piazza Sasso di Dante. Nel 1915, all’ingresso dell’Italia in guerra, il padre fu richiamato e, ferito nell’autunno del 1917, trascorse la convalescenza a Parma dove la moglie lo raggiunse e dove fu concepito il secondo figlio, che nacque il 14 giugno 1918 e cui furono dati i nomi di Dante Renato Dino, ma fu poi chiamato Ferruccio dalla famiglia cui fu affidato. Il 12 luglio morì la madre, colpita dall’epidemia di ‘spagnola’ e da un attacco di meningite. La partenza del padre per la guerra lo costrinse a vivere dai nonni materni Pio e Rosa Casati, presso i quali restò anche dopo il secondo matrimonio contratto dal padre con Erica Giannetti al rientro dal conflitto; compì gli studi elementari dapprima presso le Scuole pie fiorentine, dalle quali venne espulso per indisciplina, poi nella scuola elementare pubblica U. Peruzzi, in via Magliabechi. Nel 1921 nasce il fratellastro Nello. Dai dodici ai diciotto anni, dopo la morte del nonno, avvenuta nel maggio 1925, fu costretto ad interrompere gli studi a causa di gravi problemi economici, che lo costrinsero ad esercitare fino al 1931 i mestieri più disparati per sopravvivere: garzone di bottega, venditore ambulante, barista, non trascurando mai il suo grande amore per i libri. Lesse inizialmente Dante e Alessandro Manzoni, poi Jack London, Charles Dickens, Mario Pratesi, Federigo Tozzi, e crebbe in un ambiente letterario fiorentino influenzato dalla rivista Solaria e dai movimenti cattolici francesizzanti.
Si impegnò a fondo nel miglioramento della propria formazione culturale che gli studi irregolari non avevano consentito di coltivare adeguatamente; in questa prospettiva si colloca negli anni 1927-1928 la frequenza di un corso serale di lingua e letteratura francese presso il Circolo filologico, in piazza dei Peruzzi, e proprio a questi anni risalgono le sue prime esperienze di scrittore. Lasciata alla fine del 1929 la casa di via del Corno, dove era andato ad abitare con la nonna nel 1926, si trasferì nell'abitazione del padre, vicina allo studio del pittore Ottone Rosai. L'amicizia con quest'ultimo risultò di fondamentale importanza per Pratolini, che proprio grazie a Rosai compì le prime scoperte letterarie. Inoltre, frequentando lo studio di Rosai, si legò in amicizia con i suoi giovani allievi - quali Bruno Becchi e Renzo Grazzini - e conobbe Aldo Palazzeschi e Romano Bilenchi. Da questo momento Pratolini decise di dedicarsi agli studi e all'attività letteraria. Durante i primi anni trenta iniziò a dedicarsi da autodidatta alla lettura e scrisse i primi racconti; dal 1932 cominciò a collaborare con il settimanale Il Bargello,fondato nel 1929 da Alessandro Pavolini, nel quale pubblicò alcuni racconti, poi in gran parte ristampati, recensioni di libri, film, spettacoli teatrali, mostre di pittura ma soprattutto articoli di carattere politico-culturale.
Nell'aprile 1935, affaticato dal troppo lavoro e della vita sregolata, Pratolini si ammalò di tubercolosi polmonare e fu ricoverato nei sanatori Villa delle Rose e Villa Bellaria di Arco (Trento) e poi nel complesso sanatoriale Abetina-Villa Bombardieri di Sondalo, in Valtellina, dal quale uscì definitivamente guarito nel 1937. Tornato a Firenze riprese a frequentare Elio Vittorini e Romano Bilenchi. Al caffè Giubbe rosse conobbe Eugenio Montale. Nel 1938, insieme ad Alfonso Gatto ed Enrico Vallecchi, diede vita alla breve, ma eccezionale esperienza di «Campo di Marte», la rivista intorno alla quale si raccolsero le forze più vive dell'ermetismo italiano che, dopo solo un anno di vita, sarà costretta dalla censura fascista a sospendere le pubblicazioni; nel numero di ottobre dello stesso anno della rivista «Letteratura», fondata e diretta da Alessandro Bonsanti, pubblicò Prima vita di Sapienza, poi confluito, in versione accorciata, in Tappeto verde.
Nell'ottobre 1939, si trasferì a Roma dove trovò impiego presso la Direzione generale delle belle arti del Ministero dell'educazione nazionale; per integrare lo stipendio ministeriale fu costretto comunque a cercare nuove collaborazioni editoriali. Nell'aprile 1941 sposò Cecilia Punzo, una giovane attrice napoletana. Negli stessi giorni uscì, presso l'editore Vallecchi di Firenze, Il tappeto verde, un libretto in cui Pratolini raccolse quanto della sua produzione gli premeva in quel momento salvare, a cui seguono: Via de' Magazzini (1942), edito anch'esso presso Vallecchi, Le amiche (1943), Il Quartiere (1944).
Nell'ottobre 1941, il Ministero dell'educazione nazionale lo nominò professore di storia dell'arte presso il Conservatorio "G. Verdi" di Torino, prima di essere distaccato nel 1943 all'Istituto d'arte "A. Venturi" di Modena. Risiedette per un mese circa a Parma e successivamente a Fermo, presso una sorella della moglie, dove mise mano ad una prima stesura di Cronache di poveri amanti.
Nel luglio seguente tornò a Roma, dove strinse contatti con intellettuali militanti comunisti, iniziando così la propria partecipazione alla Resistenza. Dal settembre 1943 fino al giugno dall'anno successivo fu responsabile politico del Partito Comunista Italiano (PCI) per il settore Flaminio-Ponte Milvio.
Nel 1944 nacque la figlia Aurelia. In questo periodo partecipò ai lavori per la fondazione della casa editrice La nuova biblioteca, che nel dicembre 1944 pubblicò Il Quartiere. Tra l'autunno 1944 e la primavera del 1945 lavorò con Luchino Visconti, Michelangelo Antonioni, Giuseppe De Santis e Antonio Pietrangeli alla sceneggiatura di un film che Visconti non avrebbe peraltro mai portato a termine. Nel luglio 1945 morì il fratello Ferruccio e nello stesso mese Pratolini andò a vivere a Milano, dove era stata trasferita la redazione de «La settimana», restandovi fino alla fine dell'anno e collaborando al quotidiano «Milano Sera». Alla fine del 1945, decise di abbandonare il giornalismo e si trasferì a Napoli dove, insegnando storia dell'arte presso l'Istituto statale d'arte Filippo Palizzi, rimase fino ai primi mesi del 1952. Interrotta nel frattempo la stesura di Cronache di poveri amanti, si dedicò a Cronaca familiare, opera scritta di getto tra il dicembre 1945 e il gennaio 1946. Riprese quindi la stesura, per l'ultima e decisiva volta, delle Cronache, che finì di scrivere a settembre. Nel dicembre dello stesso anno tornò a Milano, in cerca di collaborazioni e nella speranza di essere assunto a «Tempo», settimanale diretto da Arturo Tofanelli. Il 5 gennaio 1947, il manoscritto di Cronache di poveri amanti ricevette a Lugano il premio Libera stampa 1946.

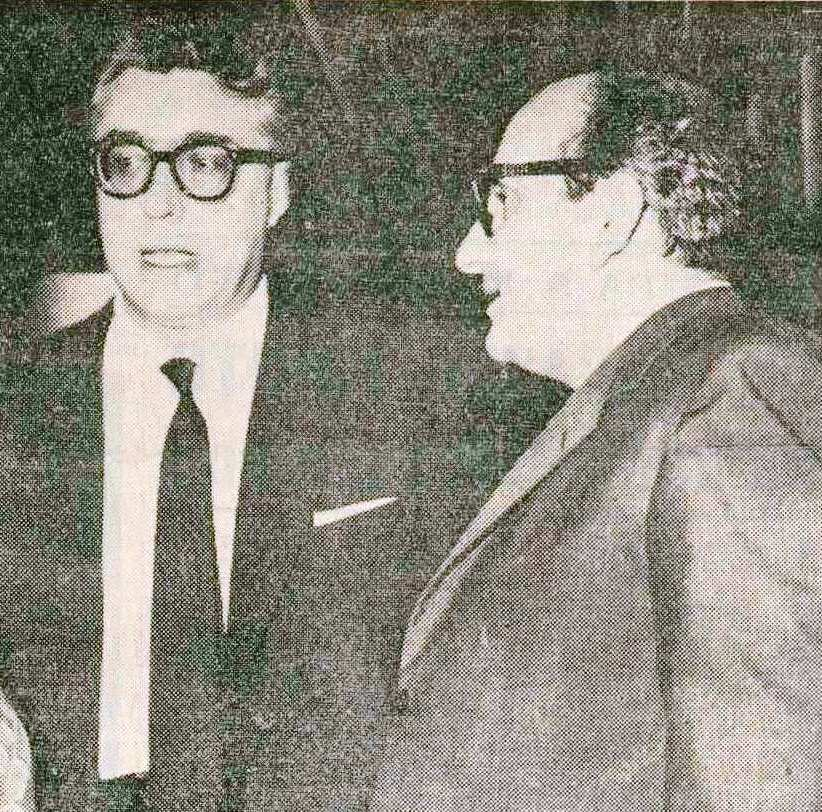
Vasco Pratolini (a destra) e Luigi Silori al Ridotto dell'Eliseo di Roma nel 1959.

Di ritorno a Napoli dette un'ultima revisione alle Cronache e si mise a lavorare al saggio-inchiesta su Firenze Cronache fiorentine 20º secolo, destinato ad un numero speciale sull'Italia della rivista francese Les Temps Modernes, fondata da Jean-Paul Sartre, edito anche nel dicembre 1947 da Elio Vittorini ne «Il Politecnico»; ad ottobre, presso Mondadori, pubblicò Mestiere da vagabondo. In questo periodo progettò due romanzi, entrambi non portati a termine: Il sabato è festa - una sorta di continuazione in ambiente studentesco e non operaio del Quartiere - e Cronaca napoletana. Nell'ottobre 1947 cominciò a scrivere Un eroe del nostro tempo; aderì quindi all'Alleanza della cultura, fondata a Firenze il 20 febbraio 1948, e nel settembre dello stesso anno scrisse Le ragazze di Sanfrediano, che sarebbe apparso nella rivista romana «Botteghe Oscure».
Nel 1949 uscirono Un eroe del nostro tempo (febbraio) e la seconda edizione di Via de' Magazzini (maggio). Con Luchino Visconti e Suso Cecchi d'Amico lavorò al trattamento e alla sceneggiatura di Cronache di poveri amanti, idea cinematografica poi lasciata da Visconti e ripresa da Carlo Lizzani che vi avrebbe ricavato un celebre film uscito nel 1954.
Nell'aprile 1950 si recò a Parigi in occasione dell'uscita della traduzione francese di Cronache di poveri amanti. Nel novembre 1951 si ritirò nella solitudine di Procida, dove rimase fino a metà gennaio 1952 per lavorare a Una storia italiana. Sempre nel 1952 si pose in aspettativa dall'insegnamento, lasciò Napoli e nell'aprile si trasferì definitivamente a Roma, dove continuò a lavorare a Una storia italiana, che sarebbe poi divenuta Metello. Dall'aprile al novembre 1952 fu nella redazione del settimanale «Vie Nuove» come critico d'arte. In ottobre pubblicò, presso le edizioni Atlante di Roma, i racconti Gli uomini che si voltano e Diario di Villa Rosa, poi confluiti nel Diario sentimentale, edito da Vallecchi nel 1956. Nel 1952 apparve la prima edizione in volume de Le ragazze di Sanfrediano e nel luglio 1954 uscì, presso le Edizioni di cultura sociale di Roma, Il mio cuore a Ponte Milvio. Nel febbraio 1955, presso Vallecchi, vide la luce Metello, primo volume della trilogia Una storia italiana; al romanzo fu assegnato il premio Viareggio. Nel 1956 presso Vallecchi pubblicò Diario sentimentale, l'ultimo libro di Pratolini stampato dal vecchio editore fiorentino. Nell'ottobre 1956 si recò in Polonia, dove partecipò al congresso dell'Unione degli scrittori. Il 7 giugno 1957 l'Accademia Nazionale dei Lincei gli conferì il premio Antonio Feltrinelli per le Lettere.

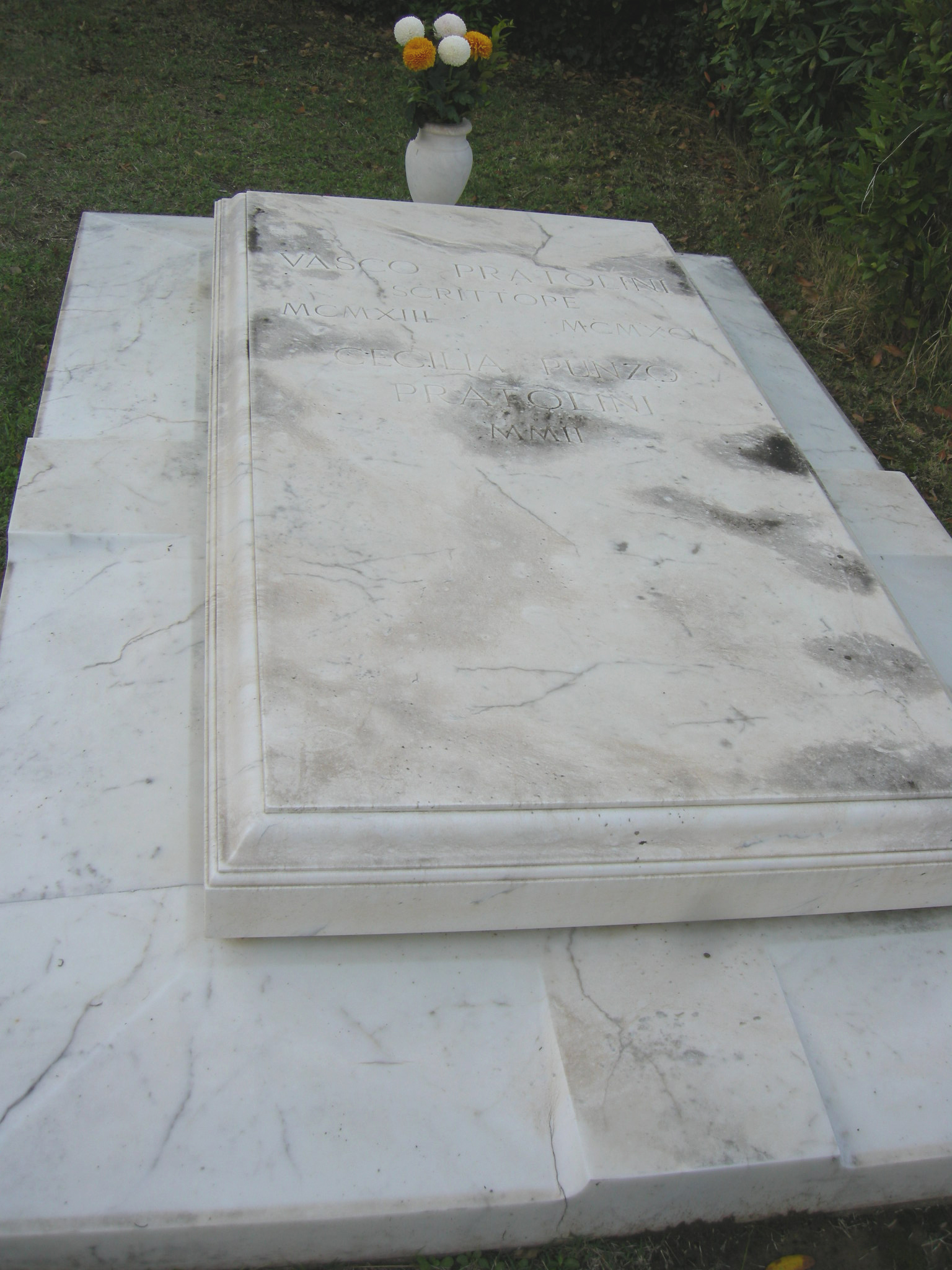
La tomba di Pratolini al cimitero delle Porte Sante a Firenze.

Durante l'estate 1958 collaborò con Luchino Visconti e Suso Cecchi d'Amico al soggetto di Rocco e i suoi fratelli, film che sarebbe uscito nel 1960. Nei mesi di novembre e dicembre 1958 a Capri pose fine a Lo scialo - seconda opera della trilogia Una storia italiana -, che avrebbe continuato a rivedere fino al febbraio 1960; il romanzo venne edito presso Mondadori, suo nuovo editore, nel maggio 1960 e nell'anno successivo vinse il Premio internazionale Veillon. Cominciò quindi a lavorare al terzo volume di Una storia italiana, che nell'ottobre 1966 sarebbe uscito presso Mondadori col titolo Allegoria e derisione, e a Gli anni belli, poi edito nel 1963 come La costanza della ragione, libro che ricevette il Premio Marzotto. Nel 1967 pubblicò nell'«Almanacco dello Specchio» dodici poesie sotto il titolo di Calendario del '67 e preparò per gli Oscar Mondadori un'edizione profondamente riveduta de Lo scialo, poi stampata nel marzo 1976. Nel 1980 raccolse ne Il mannello di Natascia gli inediti versi giovanili. Nel 1982 lavorò alla revisione di Allegoria e derisione, la cui edizione sarebbe uscita nel febbraio 1983 sempre nella collana degli Oscar. L'11 giugno 1983 la facoltà di Magistero dell'Università di Firenze gli conferì la laurea honoris causa. Nel 1985 pubblicò Il mannello di Natascia e altre cronache in versi e prosa (1930-1980), in cui confluirono i versi scritti negli ultimi anni con l'aggiunta delle precedenti raccolte poetiche; il libro ricevette il premio Viareggio per la poesia. Il 6-7 luglio 1985, in occasione di un convegno su Pratolini e il cinema, il Comune di Firenze gli consegnò il Fiorino d'oro. Nel 1988 gli furono assegnati il Premio Letterario Ori di Taranto-Una vita per il romanzo e il Premio Pirandello per la narrativa. Ricevette inoltre il premio Penna d'oro della Presidenza del Consiglio dei ministri.
A seguito dell'aggravarsi delle condizioni di salute, Vasco Pratolini morì nella sua casa romana la mattina del 12 gennaio 1991. È sepolto al Cimitero delle Porte Sante presso la basilica di San Miniato al Monte di Firenze.

## Scrittura
Tra le opere più importanti: Cronaca familiare (1947), Cronache di poveri amanti (1947) e Metello (1955).
In Cronaca familiare Pratolini prosegue il cammino iniziato con Il tappeto verde, scandendo le tappe della sua fanciullezza patetica e avventurosa attraverso la narrazione della genesi e dello sviluppo, fino al tragico epilogo, della sua difficile relazione con il fratello Ferruccio. I due vengono separati nei primi anni dell'infanzia, dopo la morte prematura della madre, e Ferruccio è allevato dal maggiordomo di un ricco barone inglese, che gli impartisce un'educazione rigorosa e severa; Vasco è invece allevato con grande affetto dalla nonna. I due fratelli si ritrovano dopo alcuni anni, e un delicato affetto fraterno cancella le antiche incomprensioni. La scrittura di Pratolini è tersa e sorvegliata, improntata a un sapiente e raffinato lirismo, vicino al ritmo della prosa d'arte.
Cronache di poveri amanti è un romanzo ambientato quasi interamente in Via del Corno, negli anni 1925-1926. I personaggi sono i consueti del repertorio pratoliniano: giovani proletari alle prese con esperienze sentimentali e con la durezza della loro difficile condizione sociale. 
Sullo sfondo si apre lo scenario della Firenze nei primi anni del fascismo, una città in lotta per l'affermazione di ideali politici e umani contrastanti. Come in quasi tutti gli altri romanzi di Pratolini l'ambientazione storica è la cornice esterna di storie soggettive e di vicende sentimentali, e consente al lettore di entrare in contatto con un periodo ormai trascorso e di riviverne l'atmosfera e gli umori. Pratolini, in questo romanzo a sfondo autobiografico, descrive lo sconvolgimento della realtà popolare fiorentina negli anni dell'affermazione del fascismo, legando la storia di Firenze alle drammatiche vicende italiane.
Un eroe del nostro tempo narra la dolorosa storia di una vedova costretta a trasferirsi in una via di Firenze in cui non conosce nessuno e dove fatica ad inserirsi: ella ha sempre avuto al suo fianco persone dal carattere forte (prima il padre e poi il marito) le quali le hanno sempre consigliato di diffidare degli sconosciuti, soprattutto se non appartengono a un determinato partito politico: quello fascista. La donna vive così le sue prime settimane segregata nella sua nuova abitazione, senza parlare con nessuno. Le sottili mura del suo appartamento le permettono di sentire ciò che avviene nella casa vicina ed ella inizia a seguire con attenzione sempre maggiore i movimenti del giovane Sandro, un ragazzo rimasto orfano del padre, costretto a diventare adulto prima del tempo. Tra i due inizia una relazione che porterà la donna, succube del forte carattere del giovane, ad annullare sé stessa per il suo innamorato. Sullo sfondo, soprattutto nelle vicende che riguardano la vita lavorativa di Sandro, riemerge una Firenze dilaniata dalla lotta tra fascismo e comunismo. Con questa opera incomincia il trapasso da un lirismo-regionale ad una "storia italiana" che verrà poi espanso nei lavori successivi.
Metello racconta la storia di Metello Salani, un orfano allevato da contadini che si trasferisce ancora ragazzo a Firenze per trovare lavoro. Partecipa a degli scioperi, al movimento socialista e al nascente movimento operaio nel periodo che intercorre fra il 1875 ed il 1902. In parallelo si sviluppano le vicende affettive del protagonista che finirà per sposare Ersilia. 
Metello è il primo volume di una trilogia che si intitola Una storia italiana e che comprende come secondo capitolo Lo scialo e come epilogo Allegoria e derisione.
Con Lo scialo lo scrittore descrive la storia della borghesia ai tempi dell'avvento del regime fascista. Il protagonista rinuncia ai suoi ideali giovanili socialisti per opportunismo e convenienza. Ma al centro dell'attenzione dell'autore vi è proprio la borghesia, che grazie al fascismo raggiunge una posizione di privilegio sociale. Rispetto al capitolo precedente della trilogia, la struttura del romanzo appare più composita e meno compatta.
Pratolini ha curato opere di Mario Pratesi (L'eredità), Victor Hugo (Cose viste), Charles-Louis Philippe (Bubu di Montparnasse), Jules Supervielle (Il ladro di ragazzi), Raffaele Viviani (Poesie) e due antologie per la scuola media: Quello che scoprirai (in collaborazione con Luigi Incoronato, Vallecchi, 1953) e Il Portolano (con Sergio Checconi e Franco Mollia, Calderini, 1983).

## Poetica
Vasco Pratolini è un autore che ha tentato di tradurre l'atmosfera neorealista in una precisa poetica. È uno degli iniziatori del neorealismo, la corrente della quale furono massimi esponenti Italo Calvino, Elio Vittorini e Cesare Pavese.
La produzione letteraria giovanile risente dell'ambiente fiorentino in cui Pratolini si era formato. Nei suoi racconti si coglie un aspetto originale, tipico del suo stile, che lo differenzia da tutti gli altri scrittori neorealisti; si nota infatti un forte impatto narrativo e una riscoperta della realtà cittadina non contrapposta al mondo contadino, ma descritta come luogo corale di sentimenti (amore, amicizia e solidarietà) ed esperienze comuni ad ogni uomo. Successivamente, grazie anche all'esperienza politica della Resistenza ed al clima che contraddistingue il dopoguerra, la produzione di Pratolini si consolidò sempre più verso un tipo di racconto che si allarga via via dalla città alla storia collettiva.
Il romanzo di Pratolini accolto dal maggiore successo di pubblico fu Metello, stampato nel 1955, che si aggiudicò il Premio Viareggio.

## Archivio
L'archivio Vasco Pratolini è suddiviso in due parti: la prima, donata dalla famiglia, viene conservata presso il Gabinetto scientifico letterario G. P. Vieusseux (Archivio contemporaneo Alessandro Bonsanti); la seconda, costituita da manoscritti/dattiloscritti e altri materiali, viene conservata presso l'Università degli Studi di Siena, Facoltà di lettere e filosofia, Biblioteca.

## Opere
- Il tappeto verde, 1941
- Via de' magazzini, 1941
- Le amiche, 1943
- Il quartiere, 1943
- Cronache di poveri amanti, 1947
- Cronaca familiare, 1947
- Diario sentimentale, 1947
- Mestiere da vagabondo, 1947
- Un eroe del nostro tempo, 1949
- Le ragazze di San Frediano, 1952
- Gli uomini che si voltano e Diario di villa Rosa, 1952
- La domenica della povera gente, 1952
- Il mio cuore a Ponte Milvio, 1954
- Metello, 1955
- Lo scialo, 1960
- La costanza della ragione, 1963
- Allegoria e derisione, 1966
- La città ha i miei trent'anni, 1967
- Il mannello di Natascia, 1980
- Il mannello di Natascia e altre cronache in versi e prosa (1930-1980), 1985
- La lunga attesa (lettere a Romano Bilenchi 1935-1972), 1989
- Lungo viaggio di Natale, 1990
- Cronache dal giro d'Italia maggio-giugno 1947, con introduzione di Goffredo Fofi, 1992
- Lettere a Sandro, 1992 (lettere ad Alessandro Parronchi e, rispettivamente, Lettere a Vasco, 1996)
- La carriera di Nini, 1997
- Al giro d'Italia. Vasco Pratolini al 38º giro d'Italia (14 maggio-5 giugno 1955), 2001
- Un ragazzo diverso e altri racconti, 2001

## Filmografia e adattamenti cinematografici
- Paisà, regia di Roberto Rossellini, 1946 (non accreditato)
- Appunti su un fatto di cronaca, regia di Luchino Visconti, 1953 (corto in cui presta anche la voce narrante)
- La domenica della buona gente, regia di Anton Giulio Majano, 1953
- Cronache di poveri amanti, regia di Carlo Lizzani, 1954
- Tempi nostri - Zibaldone n. 2, regia di Alessandro Blasetti, 1954 (episodio Mara)
- Terza liceo, regia di Luciano Emmer, 1954
- Le ragazze di San Frediano, regia di Valerio Zurlini, 1955
- Il momento più bello, regia di Luciano Emmer, 1957
- Firenze di Pratolini, regia di Cecilia Mangini, 1959 (documentario, testi di Pratolini)
- Rocco e i suoi fratelli, regia di Luchino Visconti, 1960
- Un eroe del nostro tempo, regia di Sergio Capogna, 1960
- La viaccia, regia di Mauro Bolognini, 1961
- Cronaca familiare, regia di Valerio Zurlini, 1962
- Le quattro giornate di Napoli, regia di Nanni Loy, 1962
- La costanza della ragione, regia di Pasquale Festa Campanile, 1964
- Muchacha primera, regia di César Santos Fontela, 1964 (corto)
- Metello, regia di Mauro Bolognini, 1970
- La colonna infame, regia di Nelo Risi, 1972
- Diario di un italiano, regia di Sergio Capogna, 1973
- Un eroe del nostro tempo, regia di Piero Schivazappa, (1982) (sceneggiato tv)
- Lo scialo, regia di Franco Rossi, 1987 (mini-serie tv)
- Le ragazze di San Frediano, regia di Vittorio Sindoni, 2007 (film tv)
- Mal d'America, regia di Fernando Birri, 2010

### Contributi principali
- Alberto Asor Rosa, Vasco Pratolini, Roma, Edizioni Moderne, 1958.
- Fulvio Longobardi, Vasco Pratolini, Milano, Mursia, 1964.
- Carlo Villa, Invito alla lettura di Vasco Pratolini, Milano, Mursia, 1973.
- Il caso Pratolini: ideologia e romanzo nella letteratura degli anni Cinquanta, a cura di Mirko Bevilacqua, Bologna, Cappelli, 1982.
- Fabio Russo, Vasco Pratolini: introduzione e guida allo studio dell'opera pratoliniana, storia e antologia della critica, Firenze, Le Monnier, 1989.
- Oreste Macrì, Pratolini: romanziere di una storia italiana, Firenze, Le lettere, 1993.
- Giancarlo Bertoncini, Il romanzo di Pratolini, Modena, Mucchi, 1993.
- Francesco Paolo Memmo, Vasco Pratolini: bibliografia 1931-1997, Firenze, Giunti, 1998.

### Altri contributi
- Michel Paoli, "Cronaca familiare" di Vasco Pratolini, tra vita e politica, «Italianistica», XXVIII, 2 (1999), pp. 267–288.
- Marta Marri Tonelli, Arco nel romanzo non scritto di Vasco Pratolini, Museo Alto Garda, 2013.
- Franco Pappalardo La Rosa, "La fascinosa verginità dell''opera prima'", in Le storie altrui. Narrativa italiana del penultimo Novecento, Torino, Achille e La Tartaruga, 2016 ISBN 9 788896 558416.
- Dino Manca, Una storia italiana: il Metello di Pratolini tra filologia e critica, Avellino, Biblioteca Sinestesie, 2018.